# Junus-paša
Junus-paša, Junus-aga (16. stoljeće), osmanski vojskovođa.
Držao položaj sandžak-bega Bosanskog sandžaka od 1512. do 1513. i od 1514. do 1515. godine. Iz Bosne provaljivao u Dalmaciju. 
Kad je Selim I. postao sultan, Junus-bega opremio je 1512. na Bosnu. S nešto skupljene vojske osvojio je Sokol i Tijesnu. U sultanovom pohodu na Perziju 1514. Junus-beg je sudjelovao s drugim bosanskim spahijama. Iste godine Mehmed-beg Gazi Isabegović skinut je s Hercegovine i na njegovo mjesto postavljen Skender beg Ornosović. Mehmed-beg je sultanu dojavio da je spreman osvojiti Klis, na što je sultan naredio Junus-begu da pokuša pošto-poto osvojiti Klis, no nije uspio. Junus-beg je pozvan u Carigrad, a na Bosni je imenovan vezir Mustaj paša Skenderpašić.
Junus-paša imao je osobnog liječnika Mateja, koji je upravljao prvom ljekarnom u Sarajevu koju je osnovao upravo Junus-paša.
Veliki vezir Osmanskog Carstva od 30. siječnja 1517. do 13. rujna 1517. godine. Na dužnosti naslijedio Hrvate Sinan-pašu Borovinića i Ahmed-pašu Hercegovića.
Bio je bugarskog, albanskog i grčkog podrijetla.